# Daulatpur (Saptari)
Pour les articles homonymes, voir Daulatpur.
Daulatpur (en népalais : दौलतपुर) est un comité de développement villageois du Népal situé dans le district de Saptari. Au recensement de 2011, il comptait 4 775 habitants.